# Pseudorhipsalis ramulosa
Pseudorhipsalis ramulosa là một loài thực vật có hoa trong họ Cactaceae. Loài này được (Salm-Dyck) Barthlott miêu tả khoa học đầu tiên năm 1991.